# Chengguan, Mengcheng
Chengguan (kinesiska: 城关) är ett stadsdelsdistrikt i östra Kina. Det ligger i Mengcheng härad i staden Bozhou i provinsen Anhui,  omkring 170 kilometer nordväst om provinshuvudstaden Hefei.